# Międzynarodowa Wystawa Komunikacji i Turystyki 1930 w Poznaniu
Międzynarodowa Wystawa Komunikacji i Turystyki 1930 w Poznaniu (fr. Exposition Internationale de Transport et de Tourisme), pot. Komtur – wystawa odbywająca się w okresie od 6 lipca do 10 sierpnia 1930 roku w Poznaniu, na terenie obecnych Międzynarodowych Targów Poznańskich i parku Wilsona. Miała na celu zobrazować ówczesny polski i zagraniczny przemysł środków transportu publicznego i motoryzację indywidualną, a także produkcję akcesoriów związanych z turystyką, tak indywidualną jak i masową.

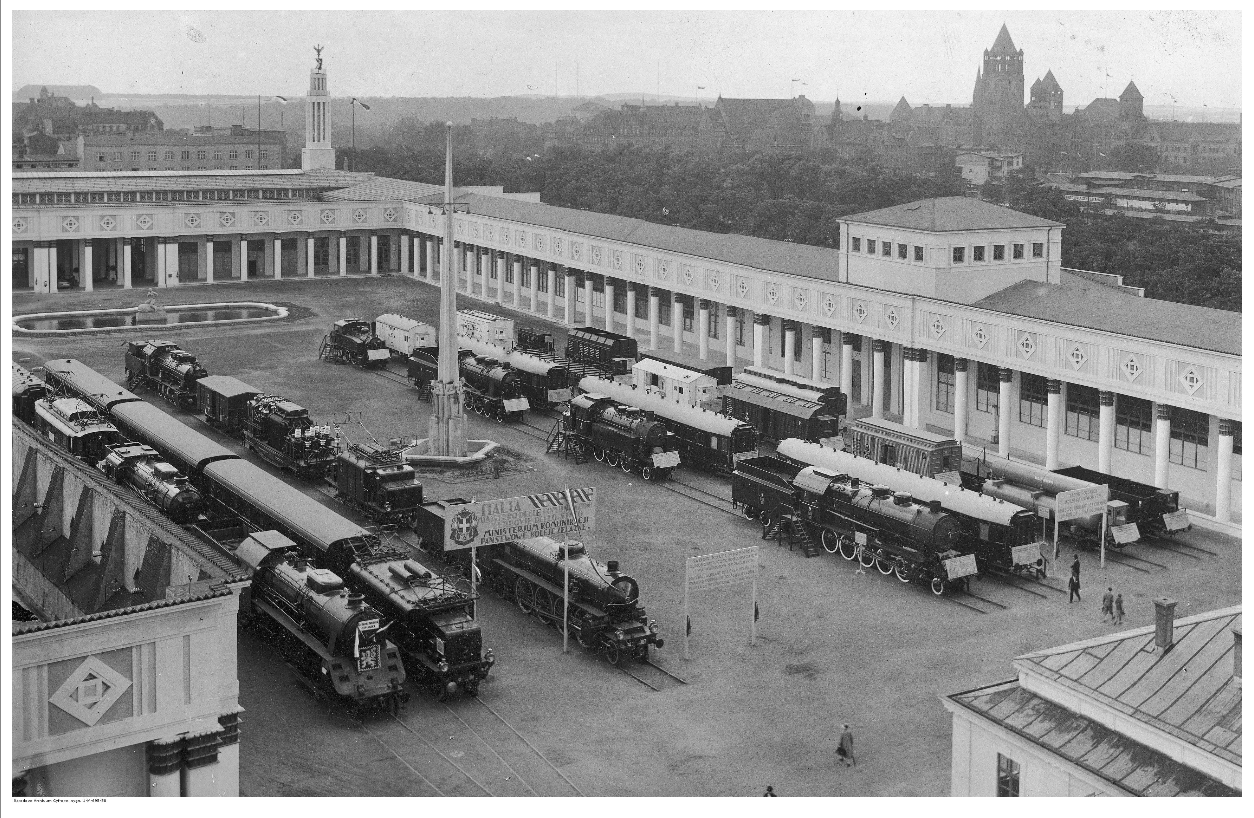
Dział wystawy „Komunikacja ogólna” na tzw. wolnym polu, obecnie plac św. Marka

## Opis
Wystawę poprzedził XXII kongres międzynarodowego związku towarzystw komunikacyjnych „Union Internationale de Tramways, de Chemins de fer d'intérêt local et de Transports Publics Automobiles” (Międzynarodowego Związku Przedsiębiorstw Tramwajowych, Kolei Dojazdowych i Przedsiębiorstw Autobusowych) z siedzibą w Brukseli, który odbył się po raz pierwszy w Polsce, w dniach 29 czerwca do 2 lipca 1930 roku w Warszawie. 
Protektorat wystawy objął prezydent Rzeczypospolitej prof. dr Ignacy Mościcki oraz marszałek Polski Józef Piłsudski. Komitet honorowy wystawy tworzyli m.in.: prezes wystawy Walery Sławek – prezes Rady Ministrów, wiceprezes wystawy inż. Alfons Kühn – minister komunikacji, minister przemysłu i handlu inż. Eugeniusz Kwiatkowski, minister robót publicznych dr inż. Maksymilian Matakiewicz, minister spraw zagranicznych August Zaleski, minister poczt i telegrafów Ignacy Boerner.
Rada Główna wystawy składała się m.in.: z prezesa rady, prezydenta miasta Poznania Cyryla Ratajskiego, wiceprezesa inż. Frederica de Lanckera, prezesa Międzynarodowego Związku Komunikacyjnego i sekretarza inż. Pawła Nestrypke, ówcześnie dyrektora Poznańskiej Kolei Elektrycznej.

## Działy wystawy
Eksponaty i zagadnienia podzielono na następujące działy tematyczne:
- Tramwajnictwo i kolejki dojazdowe,

który obejmował m.in. zakres taki jak: tramwaje, elektrobusy, autobusy, budowę linii tramwajowych, przemysł pomocniczy, propagandę towarzystw tramwajowych,
- Komunikacja ogólna,

który obejmował m.in. zakres taki jak: koleje normalnotorowe i wąskotorowe, akcesoria kolejowe, budowę linii kolejowych, lokomotywy, wagony, chłodnictwo podczas transportu, walce drogowe, traktory, budowę dróg i mostów, łodzie motorowe, urządzenia transportowe, przenośniki przemysłowe, urządzenia pocztowo-telegraficzne,
- Lotnictwo,

który obejmował m.in. zakres taki jak: samoloty, akcesoria lotnicze, budowę portów lotniczych, propagandę towarzystw lotniczych,
- Porty,

który obejmował m.in. zakres taki jak: budowa portów i urządzenia portowe, towarzystwa okrętowe,
- Salon samochodowy,

który obejmował m.in. zakres taki jak: samochody osobowe, autobusy, samochody ciężarowe i specjalne, motocykle, cyklonetki, karoserie, materiały pędne,
- Turystyka,

który obejmował m.in. zakres taki jak: zabytki z dziedziny sztuki i historii, zdrojowiska i stacje klimatyczne, przemysł ludowy, folklor, towarzystwa krajoznawcze i turystyczne, sport i przybory przydatne w podróży,
- Elektrotechnika,

który obejmował m.in. zakres taki jak: silniki trakcyjne, instalacje oświetleniowe, akumulatory, aparaty telefoniczne i telegraficzne, radia,
- Geografia,

który obejmował m.in. zakres taki jak: kartografia oraz wydawnictwa poświęcone komunikacji i podróżom,
- Związki międzynarodowe

który obejmował m.in. tematy dotyczące: Ligi Narodów, Międzynarodowej Izby Handlowej, Międzynarodowego Związku Przedsiębiorstw Komunikacyjnych i Międzynarodowego Związku Poczt i Telegrafów.
Całość wystawy obejmowała 28 pawilonów targowych, wliczając jednakże pawilony niepełniące funkcji wystawienniczych, przeznaczone do obsługi zwiedzających, mieszczące m.in.: wszelakie biura obsługi, kawiarnie, restaurację, kino, dancing i palmiarnię. Poza tym wykorzystano tzw. wolne pola, czyli wystawę eksponatów na wolnym powietrzu.

## Specjalne odznaczenia państwowe
W dniu 23 lipca 1930 roku wydano rozporządzenie Rady Ministrów w sprawie specjalnych odznaczeń państwowych nadawanych na Międzynarodowej Wystawie Komunikacji i Turystyki 1930 w Poznaniu, ustanawiające Odznakę Wielkiej Nagrody (Grand Prix), Odznaki Medali Złotego, Srebrnego i Brązowego oraz Dyplom Honorowy.